# Mount Pleasant Radio Observatory

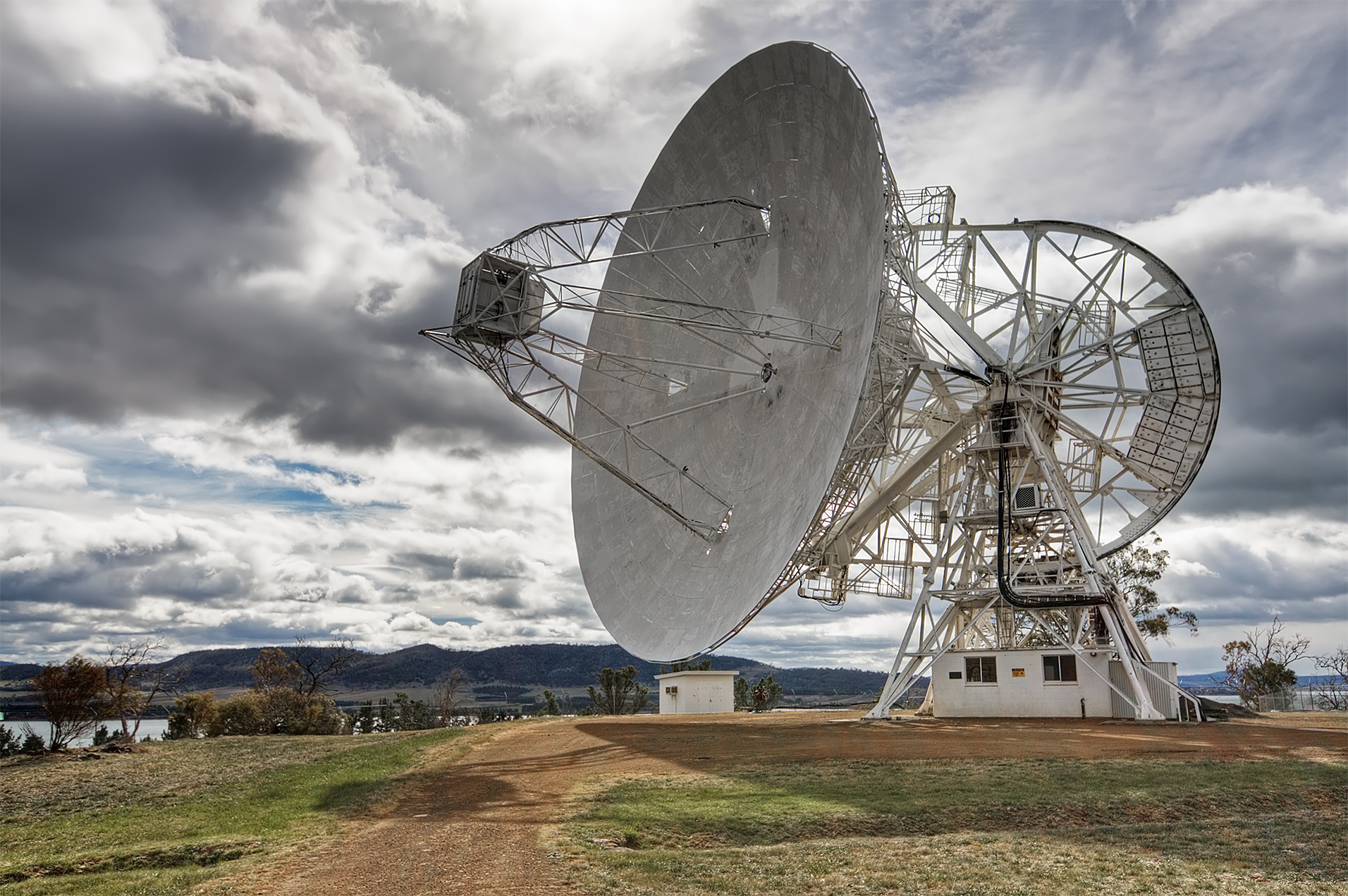
Radioteleskop des Mount Pleasant Radio Observatorys

Das Mount Pleasant Radio Observatory ist eine astronomische Forschungseinrichtung der University of Tasmania in Australien zur Radioastronomie.
Es befindet sich etwa 20 Kilometer östlich der Hauptstadt Tasmaniens, Hobart, in 42 Meter Höhe und beherbergt zwei Radioteleskope, die „Mount Pleasant Antenna“ mit 26 Meter Durchmesser und die „Vela Antenna“ mit 14 Meter Durchmesser. Beide gehören auch dem Very-Long-Baseline-Interferometry (VLBI)-Netzwerk Australiens an.